# گل‌شکاف آبی‌رنگ
گل‌شکاف آبی‌رنگ (نام علمی: Diglossa caerulescens) نام یک گونه از سرده گل‌شکاف است.